# Arjeplog
Arjeplog (en sami de Pite: Árjepluovve) és una localitat i centre administratiu del Municipi d'Arjeplog, al Comtat de Norrbotten, província de la Lapònia, Suècia, amb 1.806 habitants el 2017.
És un popular lloc de proves hivernal de les indústries automobilístiques d'Àsia i Europa i apareix en un episodi del programa de televisió del Regne Unit Top Gear.
En el passat, Arjeplog va oferir a famílies o a individus 100.000 corones i 25,000 corones sueques, respectivament, a canvi de mudar-se a la ciutat.

## Clima
Arjeplog té un clima subàrtic típic del nord de Suècia. Els seus hiverns són una mica moderats a causa de l'aire marítim suau de l'Atlàntic nord cap a l'oest, tot i que encara són frígids, llargs i amb neu. Els estius són curts, però de vegades poden ser càlids i també molt lluminosos a causa de la posició d'Arjeplog prop del cercle polar àrtic. La llum del dia és escassa a l'hivern, però durant l'estiu, el sol de mitjanit hi és present durant tres setmanes malgrat estar una mica per sota del cercle polar àrtic. I a conseqüència d'això, en estar sota la línia Arjeplog no experimenta una manca total de llum durant el solstici d'hivern, tot i estar limitada a menys de tres hores.
| Dades climàtiques a Arjeplog                  | Dades climàtiques a Arjeplog | Dades climàtiques a Arjeplog | Dades climàtiques a Arjeplog | Dades climàtiques a Arjeplog | Dades climàtiques a Arjeplog | Dades climàtiques a Arjeplog | Dades climàtiques a Arjeplog | Dades climàtiques a Arjeplog | Dades climàtiques a Arjeplog | Dades climàtiques a Arjeplog | Dades climàtiques a Arjeplog | Dades climàtiques a Arjeplog | Dades climàtiques a Arjeplog |
| Mes                                           | gen                          | febr                         | març                         | abr                          | maig                         | juny                         | jul                          | ag                           | set                          | oct                          | nov                          | des                          | anual                        |
| --------------------------------------------- | ---------------------------- | ---------------------------- | ---------------------------- | ---------------------------- | ---------------------------- | ---------------------------- | ---------------------------- | ---------------------------- | ---------------------------- | ---------------------------- | ---------------------------- | ---------------------------- | ---------------------------- |
| Màxima rècord °C (°F)                         | 8.0 (46.4)                   | 7.2 (45)                     | 11.2 (52.2)                  | 16.3 (61.3)                  | 25.7 (78.3)                  | 31.5 (88.7)                  | 29.7 (85.5)                  | 27.8 (82)                    | 23.8 (74.8)                  | 13.8 (56.8)                  | 9.6 (49.3)                   | 8.2 (46.8)                   | 31.5 (88.7)                  |
| Màxima mitjana °C (°F)                        | −7.6 (18.3)                  | −6.1 (21)                    | −1.3 (29.7)                  | 4.3 (39.7)                   | 10.4 (50.7)                  | 15.5 (59.9)                  | 18.9 (66)                    | 17.0 (62.6)                  | 11.2 (52.2)                  | 3.5 (38.3)                   | −2.3 (27.9)                  | −5.2 (22.6)                  | 4.8 (40.6)                   |
| Mitjana diària °C (°F)                        | −11.9 (10.6)                 | −10.5 (13.1)                 | −6.1 (21)                    | −0.1 (31.8)                  | 5.7 (42.3)                   | 10.9 (51.6)                  | 14.4 (57.9)                  | 12.7 (54.9)                  | 7.6 (45.7)                   | 0.8 (33.4)                   | −5.4 (22.3)                  | −9.1 (15.6)                  | 0.7 (33.3)                   |
| Mínima mitjana °C (°F)                        | −16.2 (2.8)                  | −15.0 (5)                    | −11.0 (12.2)                 | −4.5 (23.9)                  | 1.0 (33.8)                   | 6.3 (43.3)                   | 9.9 (49.8)                   | 8.3 (46.9)                   | 3.9 (39)                     | −1.9 (28.6)                  | −8.5 (16.7)                  | −13.0 (8.6)                  | −3.3 (26.1)                  |
| Mínima rècord °C (°F)                         | −41.8 (−43.2)                | −41.5 (−42.7)                | −37.1 (−34.8)                | −27.8 (−18)                  | −14.5 (5.9)                  | −3.0 (26.6)                  | 0.0 (32)                     | −2.0 (28.4)                  | −7.2 (19)                    | −22.9 (−9.2)                 | −34.0 (−29.2)                | −42.2 (−44)                  | −42.2 (−44)                  |
| Precipitació mitjana mm (polzades)            | 34.4 (1.354)                 | 27.5 (1.083)                 | 28.9 (1.138)                 | 26.0 (1.024)                 | 38.8 (1.528)                 | 51.8 (2.039)                 | 91.5 (3.602)                 | 68.4 (2.693)                 | 59.5 (2.343)                 | 45.4 (1.787)                 | 45.0 (1.772)                 | 36.7 (1.445)                 | 553.9 (21.807)               |
| Font #1: SMHI precipitation average 1961-1990 |                              |                              |                              |                              |                              |                              |                              |                              |                              |                              |                              |                              |                              |
| Font #2: Dades climàtiques del SMHI 2002-2015 |                              |                              |                              |                              |                              |                              |                              |                              |                              |                              |                              |                              |                              |